# Plutothrix minutissima
Plutothrix minutissima is een vliesvleugelig insect uit de familie Pteromalidae. De wetenschappelijke naam is voor het eerst geldig gepubliceerd in 1905 door Meunier.